# Operative Grenzschleuse

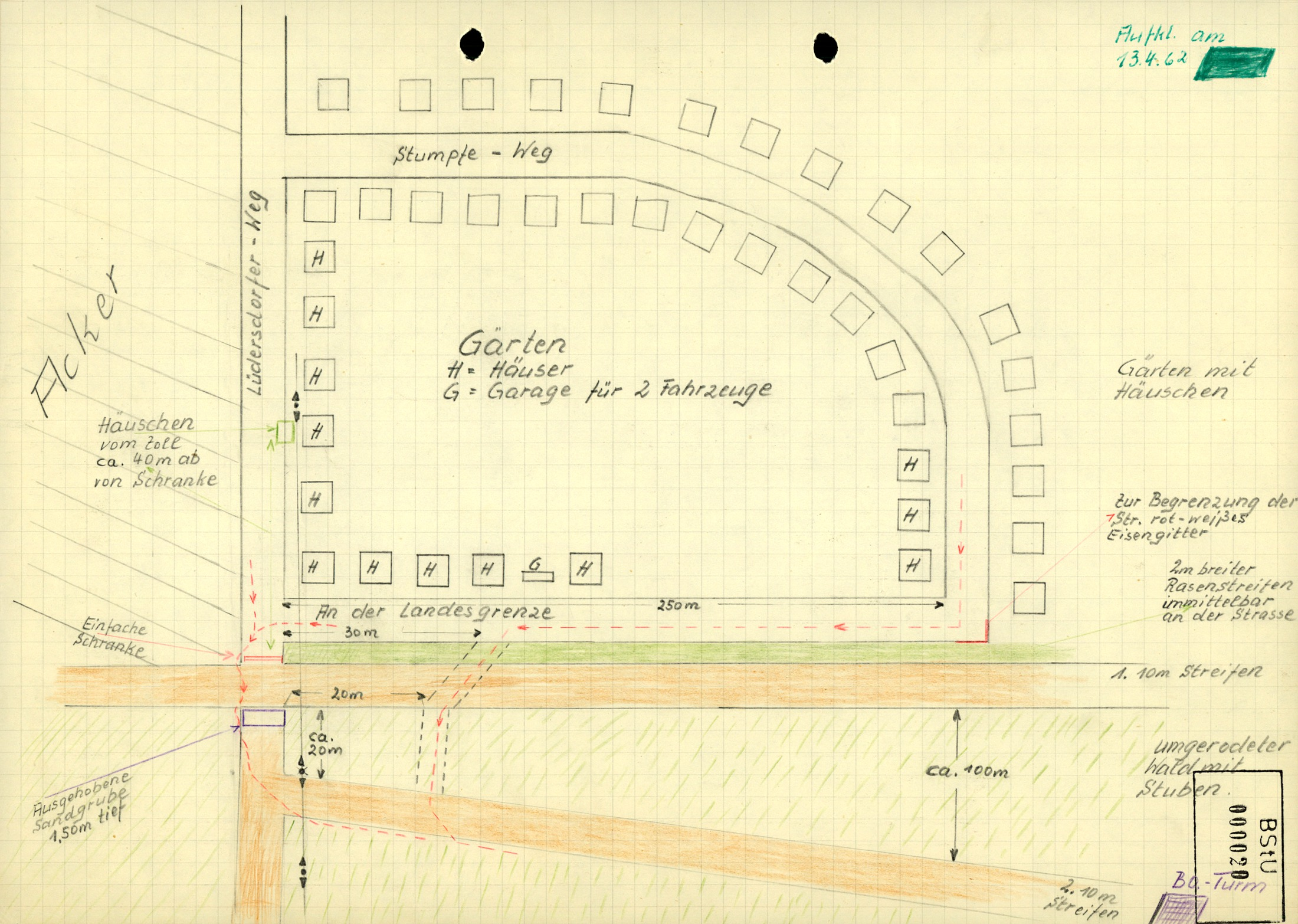
Operative Grenzschleuse bei Lübeck-Schlutup. Handskizze von 1962

Operative Grenzschleusen (OGS) waren von der DDR eingerichtete geheime Übergänge an der innerdeutschen Grenze und der Berliner Mauer zur verdeckten Überwindung der eigenen Grenzsicherung. Die Schleusen dienten als Materialschleuse (OGS/M) dem Austausch von Dokumenten zwischen Ost und West oder als Personenschleuse (OGS/P) dem Passieren der Grenze durch Agenten der DDR. Bis in die frühen 1960er Jahre nutzten DDR-Behörden Grenzschleusen auch bei Entführungen vermeintlicher Staatsfeinde aus dem Westen in den Osten. Die Zahl der geheimen Übergänge an der innerdeutschen Grenze wird auf etwa 60 geschätzt.

## Betrieb ab den späten 1950er
Der Betrieb der geheim gehaltenen sogenannten operativen Grenzschleusen unterstand ab den späten 1950er Jahren dem Ministerium für Staatssicherheit (MfS). Für den Aufbau und den Unterhalt der Grenzschleusen war die Hauptabteilung I (Überwachung der Nationalen Volksarmee und der Grenztruppen) zuständig. Unter anderem stellte sie Minensuchgeräte, Werkzeuge und Stromzufuhr zur Verfügung. Mitunter wurden die Schleusen auch durch die Hauptabteilung VIII (Beobachtung, Ermittlung, Durchsuchung, Festnahme) und den Auslandsgeheimdienst Hauptverwaltung A benutzt.

## Grenzschleusen der Auslandsaufklärung ab 1961
Nach dem Bau der Berliner Mauer 1961 wurde die Schleusung von Personen und Material unter Umgehung der Grenzkontrollen durch den Ausbau der DDR-Grenzanlagen an Innerdeutscher Grenze und der Mauer, bestehend in der Regel aus einem breiten Sperrgebiet mit Todesstreifen, Signalzäunen, Grenztürmen und Minenfeldern, immer schwieriger. Die Bundesrepublik verzichtete weitgehend auf Kontrollen. Deshalb gründete der Chef der Hauptverwaltung A, Markus Wolf, im Januar 1962 die Arbeitsgruppe Grenze, aus der die Abteilung XVII (Operative Grenzschleusen) hervorging, in der bis zum Untergang der DDR 70 hauptamtliche Mitarbeiter in sieben Referaten am Betrieb der Grenzschleusen entlang der deutsch-deutschen Grenze arbeiteten. Zu jedem Referat gehörten rund zehn Schleusungsstellen mit eigenen Decknamen.

## Verdeckte Tore im Grenzzaun und Wurfschleusen

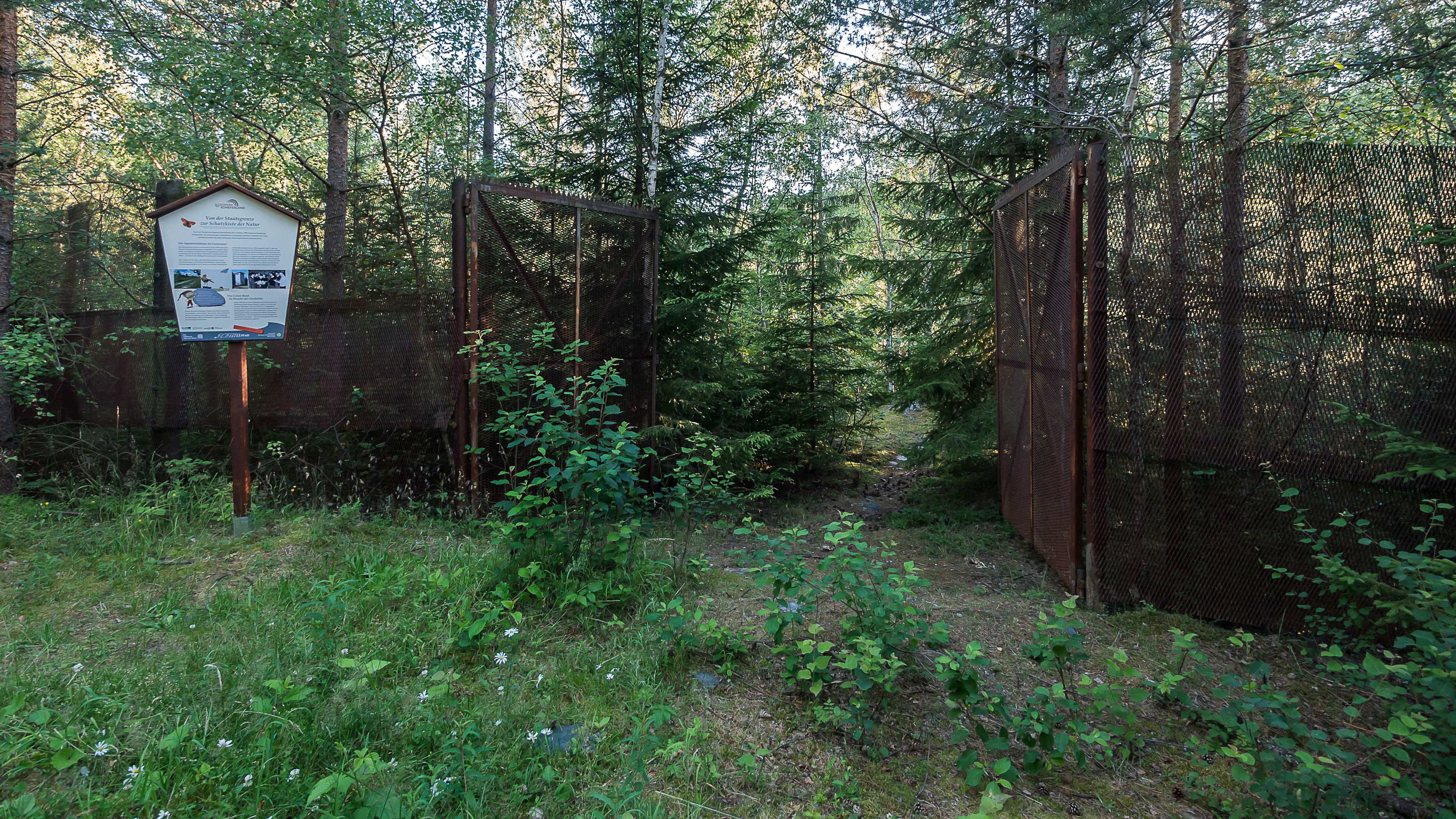
Verdecktes Tor im Grenzzaun. Agentenschleuse südwestlich des Ortes Lichtentanne

Um unbemerkt Agenten und Sonderkommandos zur Ermöglichung von Treffen zwischen Agenten und ihren Führungsoffizieren über die innerdeutsche Grenze zu  schmuggeln, wurden unter anderem verdeckte Tore im Grenzzaun benutzt. Der Austausch von Dokumenten, Tonbändern oder Filmdosen erfolgte über sogenannte Wurfschleusen.

## Lage

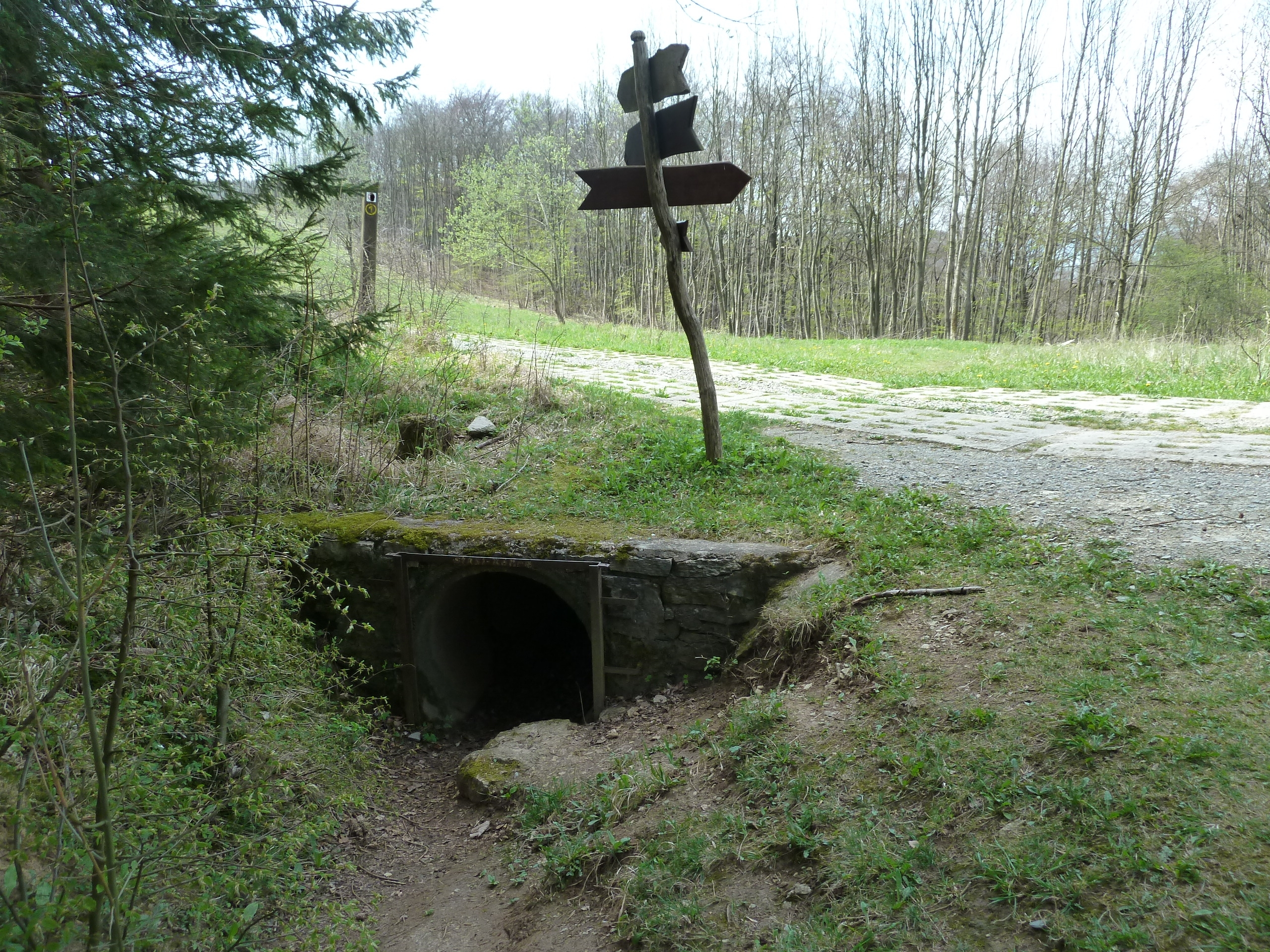
Osteingang einer Stasiröhre unter dem Kolonnenweg der ehemaligen innerdeutschen Grenze auf der Gobert

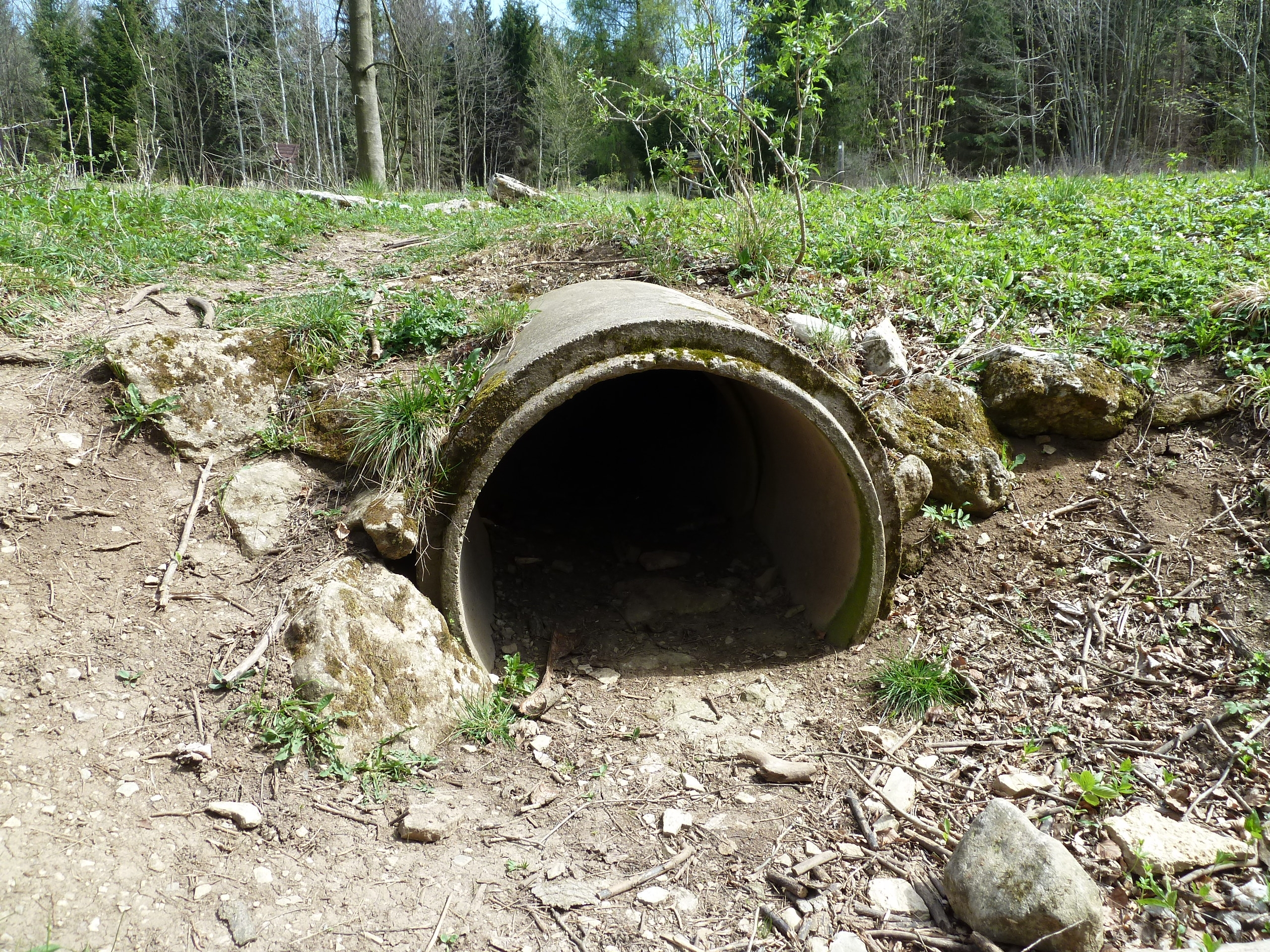
Westeingang jenseits der Sperranlagen mit direktem Zugang zur Bundesrepublik

Grenzschleusen befanden sich an unübersichtlichen Stellen, meist in dichten Wäldern, oder in der Nähe von Orten mit einer verdeckten Zufahrtsstraße zum Grenzzaun. Der Grenzübertritt sowie die Übergabe von Akten fanden meistens nachts statt. Manche Grenzschleusen wurden nur in der schneefreien Zeit benutzt, andere mit Motorbooten über den Ratzeburger See. Es gab auch operative Schleusen über Flüsse, wie den Übergang „Weißwasser“ über die Werra. Die Grenzschleusen hatten Namensbezeichnungen; eine der ersten war die „Grenzstelle Waldmann“ in der Nähe des thüringischen Meiningen. Zu den letzten Schleusen gehörten „Wurzel“ und „Zwerg“ auf dem Großen Ehrenberg im Harz.
Ein vom Westen schnell entdeckter geheimer Übergang war die Grenzschleuse „Stadtrand“ in unmittelbarer Nähe des Grenzkontrollpunkts Dreilinden. Um zum Grenzzaun zu kommen, musste man den Grünstreifen in der Mitte der Autobahn überqueren. Die Schleuse war durch Spanische Reiter versperrt, die zur Seite geräumt werden konnten. Im August 1962 flog das Objekt auf. Mehrere westliche Zeitungen berichteten darüber, und die Westberliner Polizei verschärfte die Kontrollen im Gebiet der Autobahnbrücke Königsweg.